# Jacob Senleches
Jacob Senleches, també conegut com a Jacomí va ser un compositor franc - flamenc de finals del segle XIV i començament del xv. Va estar al servei de Joan I d'Aragó i posteriorment de la seva germana Elionor, reina de Castella. A la mort d'aquesta, el 1382, va compondre la balada Fuions de ci ('Fugim d'aquí'). Va passar després al servei, com a arpista, del cardenal Benet XIII d'Avinyó, que seria després Benet XIII, el «papa Lluna».
Senleches és un dels representants de l'anomenat Ars subtilior, estil musical d'extrema complexitat que va florir en el trànsit entre els segles XIV i XV i que suposa el pas de la música medieval a la renaixentista. La seva obra més coneguda és La Harpe de mélodie, que té dues veus superiors en cànon, amb figuracions irregulars, i un tenor suposadament instrumental, la peça es va escriure en forma d'arpa, utilitzant les cordes d'aquesta com línies per escriure les notes, complementant així la complexitat de la composició amb la de la notació.

## Obres destacades
- Balades:
  - En attendant esperance
  -  Ballade Fuions de ci (?·pàg.)
  - Je me merveil / J'ay plusiers fois

- Virolais:
  - En ce gracieux temps
  - La harpe de mélodie
  - Tel me voit

## Transcripcions
Corpus Mensurabilis Musicae Vol. 53 - French Secular Compositions I, Ascribed Compositions (1970)